# Alviano
Alviano es una localidad italiana de la provincia de Terni, región de Umbría, con 1.560 habitantes.

## Evolución demográfica
| Gráfica de evolución demográfica de Alviano entre 1861 y 2001 |
|                                                               |
| Fuente ISTAT - Elaboración gráfica por parte de Wikipedia     |

## Ciudades hermanadas
- Daone
- Vajnory
- Ondara

## Galería

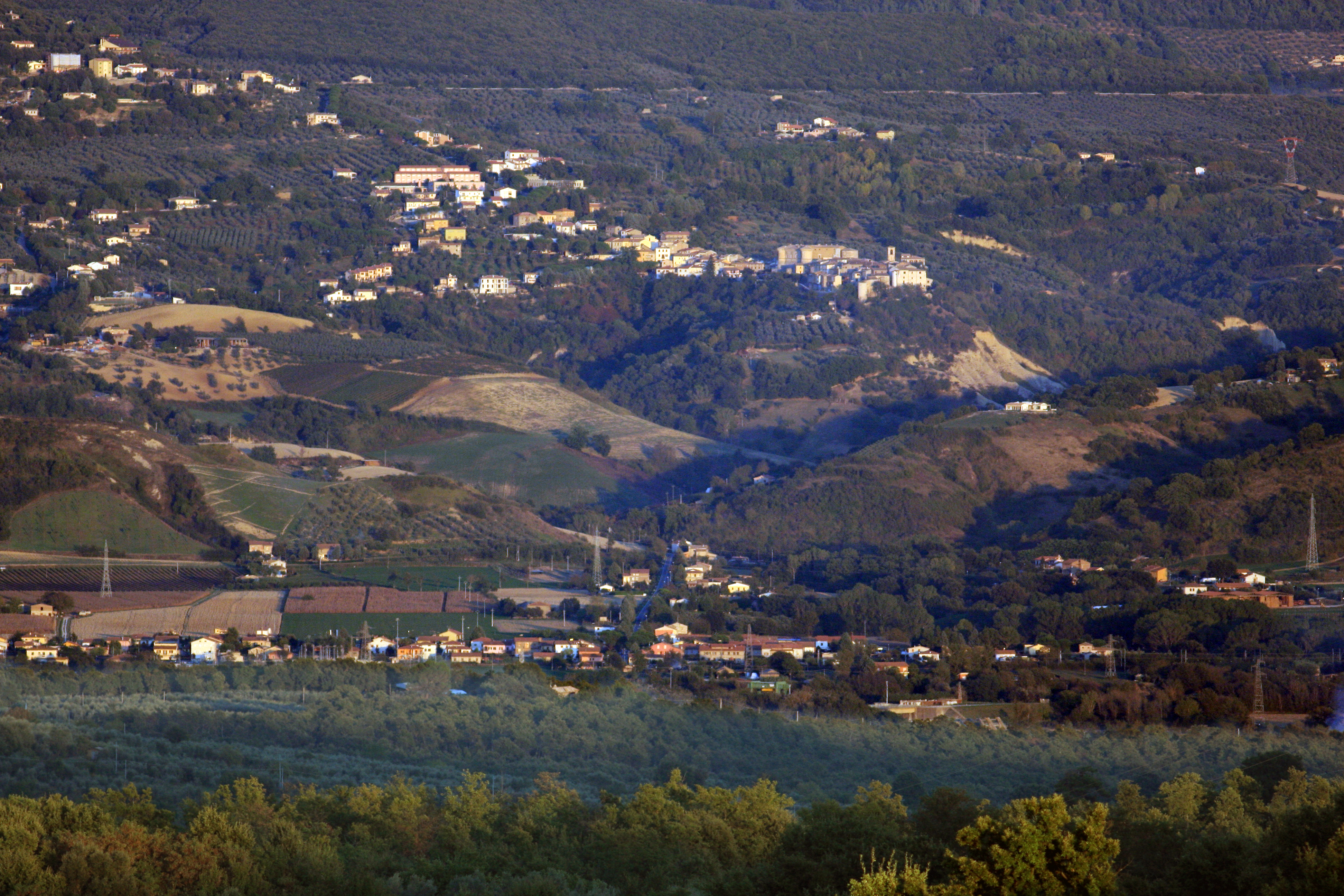
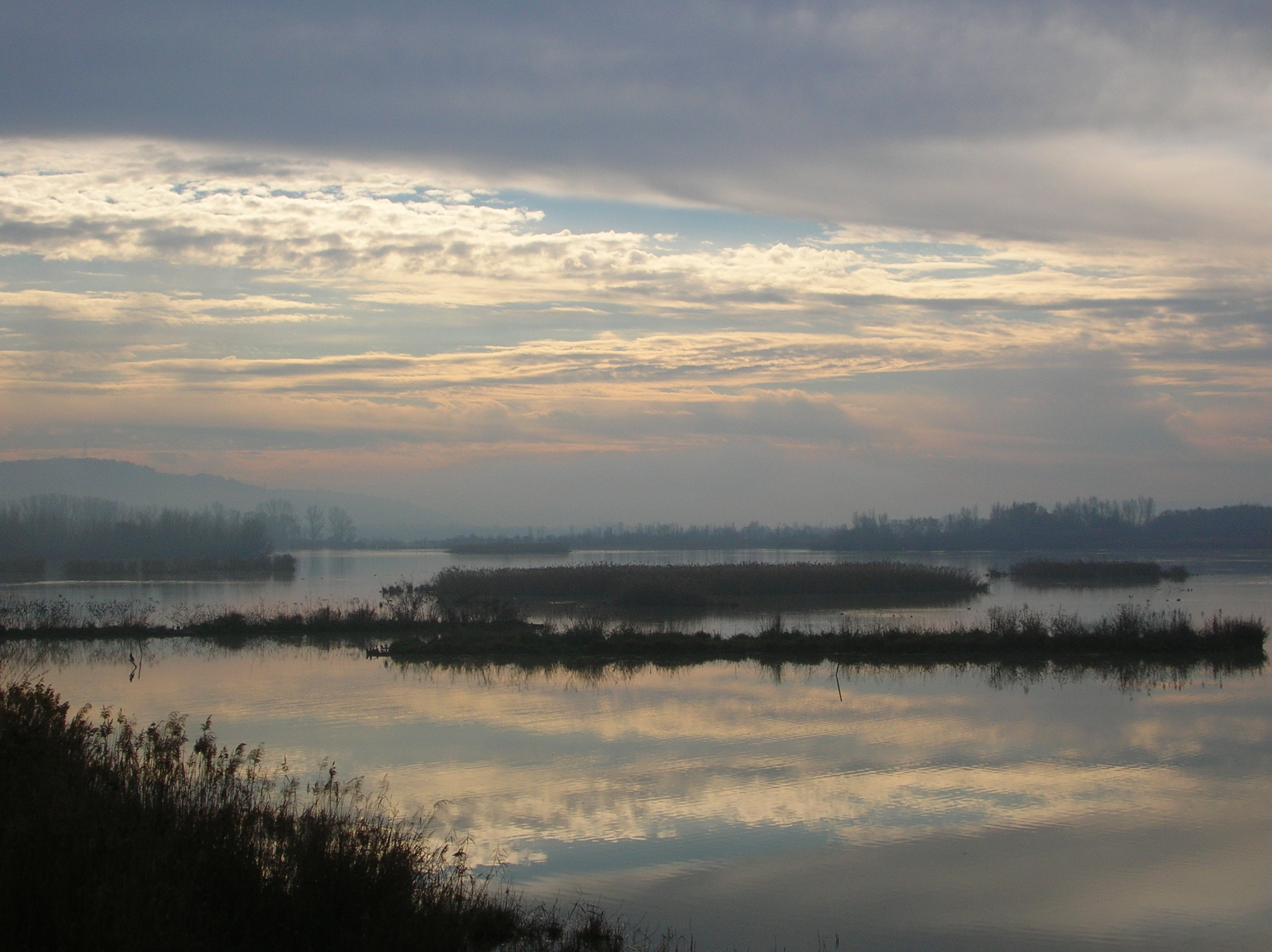
Lago di Alviano